# コメット (駆逐艦・2代)
コメット (HMS Comet) はイギリス海軍のC級駆逐艦。
後にカナダ海軍駆逐艦レスティゴーシュ (HMCS Restigouche) となった。

## 艦歴

### コメット
本国艦隊および地中海艦隊に配属され、
1936年後半のスペイン内戦中にはスペイン海域へ6か月間配備され、
イギリスとフランスによって共和国軍・国民党軍双方に課された武器禁輸措置の任務に就いた。
コメットは1938年にカナダ海軍（RCN）に移管され、HMCSレスティゴーシュに改名された。

### レスティゴーシュ
第二次世界大戦中、レスティゴーシュは大西洋の戦いにおいて
オーヴァーロード作戦の対潜哨戒で護衛を務め、
ヨーロッパ戦勝記念日の後、カナダ軍人を帰還させるための軍隊輸送船として運用され、
1945年後半に退役した。
レスティゴーシュは1946年にスクラップとして売却された。